# オリオン座イオタ星
オリオン座ι星（オリオンざイオタせい、ι Ori / ι Orionis）は、オリオン座の恒星で3等星。

## 概要
オリオン座の剣の部分で最も明るい恒星で、剣の先端部に位置する。四重連星系を構成しており、O型青色巨星の主星は2.77等で、離心率0.764、公転周期29.1日の軌道で公転する、AaとAbの2つの恒星から成る分光連星である。また、主星から離角11.4秒、4,400au離れた位置にある7等級で、B型青色巨星の恒星Bと実視連星系を構成しており、少なくとも75,000年かけて周囲を公転している。この連星系からの恒星風の衝突により、この連星系は強いX線源になっている。離角50秒、20,000au離れた位置にはスペクトル分類A型の恒星Cが存在しており、少なくとも700,000年かけて公転している。この恒星Cは「Brun 731」という名称としても知られている。

## 名称
固有名のハチサ（Hatysa）は、アントニーン・ベチュヴァーシュの星図にしか見られず、その出所が明らかではないが、2017年9月5日、国際天文学連合の恒星の命名に関するワーキンググループ (Working Group on Star Names, WGSN) は、オリオン座ι星Aaの固有名として、Hatysa を正式に承認した。
現在オリオン座κ星の固有名となっている「サイフ」は、η星、c星、θ星、ι星の並びを剣に見立てて名付けた言葉であったが、後に誤ってκ星の名前とされたものである。ι星はこれらの星の中で最も明るい星であったため、アラビア語で「剣の明るいもの」という意味のNa’ir al Saifという名称で呼ばれることもあった。